# نایکتا باینز
نایکتا باینز (انگلیسی: Naiktha Bains؛ زادهٔ ۱۷ دسامبر ۱۹۹۷) یک تنیس‌باز اهل استرالیا است.